# Oligosylphe mourerchauvirae
Oligosylphe mourerchauvirae — викопний вид птахів вимерлої родини Sylphornithidae, що існував в олігоцені в Європі. Скам'янілі рештки знайдені у відкладеннях формації Борглун у Бельгії.